# 神鬼認證：最後通牒
《神鬼認證：最後通牒》（英語：The Bourne Ultimatum）是一部2007年美國和德國合拍的動作諜報驚悚片，為「神鬼認證系列電影」的第三部。同樣是根據勞勃·勒德倫同名暢銷小說改編而成。這次，麥特·戴蒙再度飾演勒德倫筆下最有名的失憶殺手傑森·包恩。瓊·愛倫、茱莉亞·史緹爾再度領銜主演，其他新角色包括大衛·史崔森、派迪·康斯丁、艾格·拉米瑞茲、史考特·葛倫和艾爾伯·芬利主演。本片再度由《神鬼認證：神鬼疑雲》導演保羅·葛林葛瑞斯執導，並且將會承接上集在莫斯科的激烈車戰之後，隨著包恩來到巴黎、倫敦、馬德里、丹吉爾到最後的紐約市，而中情局（CIA）則會派出更強、更冷血的殺手追殺包恩。
劇本寫作依舊由前兩部的劇作家東尼·吉爾洛伊編寫，另外包括喬治·那飛、史考特·Z·柏恩斯以及湯姆·斯托帕德爵士（未列入名單），另外監製為法蘭克·馬歇爾、派翠克·克勞利、保羅·山德堡，以及第一部《神鬼認證》的導演道格·李曼。於2007年8月3日在全美上映。
在北美，影片開片首週就賺進將近7000萬美元的票房，打破北美影史的8月最佳開片記錄。該片票房成長驚人，到八月底時，有人已預估此集將會超越前兩集全球票房的總和，為三部曲中最賣座的作品。
《神鬼認證：最後通牒》佳評如潮，為三部曲當中最高評價的電影。獲得英國影藝學院最佳剪輯、最佳混音獎，第80屆奧斯卡金像獎提名最佳音效剪輯、最佳混音、最佳剪輯三項全數獲獎，是三部曲電影當中唯一獲得奧斯卡金像獎的電影。

## 故事
傑森·包恩在六星期前的莫斯科大追捕後便毫無音訊（此段為《神鬼認證：神鬼疑雲》在俄羅斯聯邦安全局與俄羅斯內務部對傑森包恩圍捕後的情況），中情局指揮官潘蜜拉·蘭迪將華德·艾畢自殺之前與包恩的對話證據磁帶交給中情局局長艾茲拉·克雷聽，艾茲拉始終認為包恩對中情局仍然是極大的威脅。六星期後，英國倫敦一名《衛報》記者賽門·羅斯得知關於包恩、「絆腳石計畫」以及「黑薔薇計畫」的內幕後回到倫敦，打算將所有事情公開，但在電話裡講述的一切不慎被梯隊系統偵測到。在美國紐約，「中央情報局最高反恐部」的監管人諾亞·瓦森直接下令追查賽門的背景。此刻，包恩閱讀到賽門·羅斯寫的一篇關於自己、瑪麗與絆腳石計畫的報導後，也立刻前往倫敦與羅斯在滑鐵盧車站會合，以追尋他得到資料的來源。
包恩首先假扮路人將手機塞入羅斯的口袋藉此聯絡他，指揮他避過刺客的追蹤，最後雖然成功躲開追蹤，卻也讓瓦森得知自己的行蹤。此時，中情局的狙擊手「派茲」已就定位，而包恩也發現所有攝影機全部調往其他方位而覺得不對勁，但輕率的羅斯因為直接衝出去而被派茲一槍爆頭。包恩在人群混亂之際拿走了羅斯身上的筆記後轉身就跑，最後在羅斯的筆記中發現了一張照片，照片上的兩個人喚起了他零碎的記憶，隱約得知這兩人或許了解有關他的一切，得知是一位名為尼爾·丹尼爾斯的中情局高官提供羅斯資訊後，立刻前往丹尼爾斯在馬德里的住處。
瓦森則透過過去曾追捕過包恩的潘蜜拉·蘭迪那裡得知羅斯的線人就是丹尼爾斯後，立刻派人前往西班牙逮捕丹尼爾斯。包恩比瓦森的人馬早一步來到丹尼爾斯的住處，但那裡早已人去樓空，最後解決了瓦森派去的隊伍。此刻，絆腳石計畫的後勤人員妮琪·帕森斯卻出現在包恩的面前，妮琪表示她知道丹尼爾斯的所在地後便與包恩一同行動。兩人來到丹吉爾，妮琪從自己身上的殺手檔案中得知瓦森派遣了刺客戴許準備刺殺丹尼爾斯，此時包恩要妮琪以連絡人的身分將戴許引出後進行跟蹤，利用其去找尋正在逃亡的丹尼爾斯。此刻沃森發現了包恩和妮琪同樣也在丹吉爾，於是便下達指令要戴許刺殺丹尼爾斯後將包恩及妮琪一同解決，收到訊息的戴許因此發現了跟蹤在後的包恩，最後利用摩托車藏的炸彈炸死了丹尼爾斯。
包恩受到炸彈波及倒地不起，戴許誤認為包恩死亡便騎車折返前去追殺妮琪，發現情況不對勁的妮琪混入人群逃跑。大難不死的包恩則騎車趕往營救，最後在千鈞一髮之際到達妮琪的位置，與戴許進行激烈對決，最後成功勒死了戴許，並利用戴許的手機傳訊給瓦森謊稱兩人已死。包恩因為與戴許對打後受傷而受到妮琪的照顧，包恩發現自己殺的人越來越多，妮琪將自己的金髮染黑剪短與包恩告別，直接坐長途車逃離丹吉爾。包恩隨後前往太平間查看丹尼爾斯的遺物，也在殘破的手提包裡找到一片印有中情局的文件碎片，於是立即前往紐約的中情局最高反恐部。
包恩利用未使用過的假身分成功入境紐約，潘蜜拉亦發現包恩使用的假身分而得知包恩未死，瓦森也因為戴許的屍體被找到而繼續搜尋包恩。包恩首先在最高反恐部的對面大樓中打給潘蜜拉，潘蜜拉為了沃德的犯罪證據磁帶而向他致謝，也向他為了在柏林的事情而致歉。當包恩正要掛電話之際，潘蜜拉將包恩的真實身分告訴了他：本名大衛·韋伯，出生於1971年4月15日的密蘇里州尼克薩。但包恩卻在離開前回答她：“妳該休息了，妳看起來很累了。”（此段為《神鬼認證：神鬼疑雲》結尾）
瓦森聽到了對話內容得知包恩在紐約，也發現潘蜜拉已離開大樓而派人去追蹤，但卻在追蹤時接到包恩親自打來的電話，聊了一會兒後突然發現電話是從自己的辦公室打來。包恩利用這通電話錄下了瓦森的聲音來打開保險箱，拿走了保險箱中所有關於黑薔薇計畫的資料。瓦森發現上當後立刻命令所有特工在各處佈下天羅地網、授權所有人遇到目標後格殺勿論，也派打死羅斯的刺客派茲追殺包恩。包恩遭受著大批特工的追逐、逃亡後，開著一輛警車奪命狂奔，在快被派茲追到時遭遇車禍，包恩逃出後原本有機會殺死被困在車中的派茲，但卻“再度”無法下手。
期間，瓦森的手下突然發現傑森·包恩真實身分的生日為1970年9月13日，這與潘蜜拉告知的根本不符合，於是開始查找關於41571的資料；但瓦森搶先識破41571代表的是中情局醫療部門的『特别行動訓練中心』的地址—東71街415號。包恩到達後與潘蜜拉相遇，將黑薔薇計畫的全部資料交給她，潘蜜拉也認為此類計畫完全抹黑了他們加入的宗旨。瓦森來到訓練中心後在複印室找到潘蜜拉，卻發現潘蜜拉早已將黑薔薇計畫的所有資料全部影印發送出去，潘蜜拉發送完畢後，對瓦森說他最好找個好律師。
包恩來到訓練中心發現了記憶中的走廊、辦公室以及創造自己的幕後黑手：計畫首席醫療官阿爾伯特·赫斯，而包恩在赫斯的幫助回憶下發現自己卻是絆腳石計畫的志願者。但最終也對赫斯表明：自己已經不是傑森·包恩。此時，包恩在瓦森的隊伍追來後從窗戶逃離至頂樓，也和派茲再度遇上。派茲問包恩之前為什麽不殺他，包恩回答他：“看看我們，看看他們讓你付出的是什麽？”（《神鬼認證》中“教授”对包恩所说的）包恩隨後從頂樓往下跳，但瓦森在包恩跳的同時對他開了一槍，包恩直接從行動中心頂樓掉進紐約東河中。
幾天後，妮琪在餐廳的電視看到新聞：“黑薔薇計畫的公開使中情局的陰謀被揭發，授權計畫的局長艾茲拉·克雷默遭到司法調查，計畫的實施者阿爾伯特·赫斯與諾亞·瓦森被警察局逮捕，傑森·包恩掉入河中的屍體經過三天的搜尋後依然沒有找到”。妮琪看到包恩至今下落不明的新聞後微微一笑，而當時，掉入河中的傑森·包恩已經成功活了下來，也再度從河中游到不為人知的地方。

## 角色
| 角色                          | 演員                         | 簡介 |
| ----------------------------- | ---------------------------- | --- |
| 傑森·包恩 Jason Bourne        | 麥特·戴蒙 Matt Damon         | 真名大衛·韋伯，曾經在軍隊服役的背景是美國陸軍第1特種部隊D作戰分隊，在一邊尋找自己的身份的同時，因為看到賽門·羅斯寫的關於自己的報導，使得他開始追查羅斯的來源提供人。 |
| 妮琪·帕森斯 Nicky Parsons     | 茱莉亞·史緹爾 Julia Stiles   | 絆腳石計劃的聯絡人，原先為中情局人員，後來選擇幫助包恩、和他一起冒險，心裏也逐漸對包恩有好感。                                                                       |
| 潘蜜拉·蘭迪 Pamela Landy      | 瓊·愛倫 Joan Allen           | 中情局副主管，再度成為負責追查包恩的指揮官之一，不過深信著黑薔薇計劃有內幕，決定暗中協助包恩。                                                                       |
| 諾亞·瓦森 Noah Vosen          | 大衛·史崔森 David Strathairn | 黑薔薇計劃的監管人，是一個冷血無情、擋我者死的指揮官，試圖掩蓋真相而奉命追殺包恩。                                                                                   |
| 艾伯特·赫旭 Dr. Albert Hirsch | 亞伯特·芬尼 Albert Finney    | 中情局黑色行動的醫療主管，創立了黑薔薇計劃，將包恩的自由意志粉碎的訓練官。                                                                                           |
| 艾茲拉·克雷默 Ezra Kramer     | 史考特·葛倫 Scott Glenn      | 中情局新任局長，想盡辦法掩蓋計畫真相，黑薔薇計劃曝光後遭到調查。 |
| 賽門·羅斯 Simon Ross          | 派迪·康斯丁 Paddy Considine  | 英國衛報記者，寫出了一篇關於包恩的報導和黑薔薇計劃而遭到追蹤。 |
| 派兹 Paz                      | 艾格·拉米瑞茲 Edgar Ramirez  | 黑薔薇計劃的一個殺手，駐守英國倫敦，在滑鐵盧車站曾經與包恩對峙過。                                                                                                   |
| 戴許 Desh                     | 喬伊·安薩 Joey Ansah         | 黑薔薇計劃的一個殺手駐守摩洛哥丹吉爾。 |

## 製作
神鬼認證：最後通牒地點橫跨歐、美、非三洲，在拍片時也是在不同地點拍攝。除了美國以外，西班牙、摩洛哥、法國、德國、英國，還有紐約以外的州份。在2007年3月到4月間，劇組還在倫敦滑鐵盧車站拍戲，而到了2007年5月9日，劇組則是到了法國巴黎拍戲。

### 整體關聯性

#### 劇情關聯性
在《神鬼認證：最後通牒》的DVD版本當中，導演保羅·葛林葛瑞斯的隨片解說中，解釋了一些刻意穿插前兩集《神鬼認證三部曲》中的元素，包括：
- 片頭的莫斯科追逐戰，是承接《神鬼認證：神鬼疑雲》的片尾莫斯科場景，主要為俄羅斯警方試圖追捕飛車追逐戰中受傷的伯恩，時間點則是在第二集片尾－伯恩向奈斯基女兒道歉片段之後。
- 片中伯恩向瑪莉的弟弟馬汀告知瑪莉的死訊，與《神鬼認證：神鬼疑雲》片尾伯恩奈斯基女兒的對話相似。
- 片中紐約的飛車追逐戰中，伯恩駕駛的車子與柏茲的車子呈T字型相撞，與《神鬼認證：神鬼疑雲》片尾包恩與俄羅斯殺手克瑞爾的飛車追逐戰相似。而最後伯恩從車子脫逃並且用槍指著受傷的柏茲時，也與第二集俄羅斯飛車追逐戰的結果相似，伯恩都沒有朝車內開槍。
- 《神鬼認證：神鬼疑雲》的結尾，伯恩與蘭迪通訊並且偵查蘭迪辦公室的片段，同樣也被拿來當《神鬼認證：最後通牒》的片段使用，是少見兩部電影完全相同的片段。
- 片尾伯恩與柏茲在訓練中心的屋頂追逐片段中，伯恩告訴柏茲：「看看我們！看看他們讓你變成什麼？」則是借用了《神鬼認證》當中，教授在臨死前告訴伯恩的話。
- 片中蘭迪在觀看絆腳石行動檔案中，其中一個終結目標的臉上印有「終結」字樣，該人物為理查·張伯倫，他是在1988年的《神鬼認證》電視影集演出主角傑森·包恩的人。
- 片尾伯恩從訓練中心屋頂墜入紐約東河中，水中的畫面亦是與《神鬼認證》片頭－包恩身受重傷漂浮在地中海的片段相互呼應。

#### 戲外關聯性
- 片中滑鐵盧車站片段，包恩在羅斯遭到槍殺後奮力追趕柏茲，導演則說這是他對於他最喜歡的電影《霹靂神探》的敬意。
- 片中的丹吉爾場景也是與《阿爾及爾戰役》的咖啡館片段呼應。

## 原聲帶
《神鬼認證系列》電影的音樂大多都是由約翰·包威爾所寫，唯獨片尾曲是由魔比 (Moby)所寫及演唱。另外魔比本人於《神鬼認證：最後通牒》一片親自重新填寫新版本的〈Extreme Ways〉，並且為電影演唱，重新命名為〈Extreme Ways (Bourne's Ultimatum)〉。
《神鬼認證：最後通牒》電影原聲帶於2007年7月31日於全美由迪卡唱片公司發行，台灣地區由福茂唱片於2007年8月10日代理發行。

### 音軌
1. 〈Six Weeks Ago〉－4:31
2. 〈Tangiers〉－7:40
3. 〈Thinking of Marie〉－3:51
4. 〈Assets and Targets〉－7:18
5. 〈Faces Without Names〉－3:31
6. 〈Waterloo〉－10:38
7. 〈Coming Home〉－3:19
8. 〈Man Verses Man〉－5:46
9. 〈Jason Is Reborn〉－4:04
10. 〈Extreme Ways (Bourne's Ultimatum)〉－4:22
  - Moby演唱

## 首映

### 公益首映
《神鬼認證：最後通牒》在奧克拉荷馬市市中心的首映會在2007年7月31日於哈金斯磚城戲院舉行，其收入將捐為兒童中心的公益，影片還同時在三個銀幕上播出，麥特·戴蒙也有出席歡迎賓客。

### 英國首映
《神鬼認證：最後通牒》在英國倫敦的首映會在2007年8月15日於萊斯特廣場舉行，包括麥特·戴蒙、茱莉亞·史緹爾和瓊·愛倫皆有出席，該片在隔日於英國上映。

### 澳洲首映
《神鬼認證：最後通牒》在澳洲雪梨的首映會在2007年8月8日於州際戲院舉行，麥特·戴蒙也有出席首映會，該片在澳洲時間2007年8月30日上映。

## 迴響

### 評價
至9月24日為止，該片在爛蕃茄有93%的新鮮度。該片在Metacritic也有85分的高分，IMDb更有8.4的高分，高居前250名中的第90名，皆優於前兩集的評價。
- 「富思考性、優秀的動作片」 舊金山紀事報作家米克·拉塞爾[9]。
- 「強而有力的驚悚片，讓你覺得值回票價」 TVGuide.com上馬特蘭·麥當那。
- 「十年內最好的動作電影！」「Maxim」男性時尚雜誌。[10]

不過與前集一樣的手提式搖晃攝影手法，倒是引來不少的討論。時代雜誌作家理察·柯林斯就提出「為什麼在談話鏡頭時，攝影鏡頭還是持續折磨著帕金森氏症的患者呢？搖晃的鏡頭使的觀眾無法分清楚說話者與聆聽者，進而使的觀眾們討厭搖晃的鏡頭而從電影談話真正的意思分心」。這樣的觀點巧合地與《國際電影評論》的法蘭克·勒文斯的回答類似：「導演保羅·葛林葛瑞斯沒有像導演約翰·法蘭肯漢默的道德與強而有力的思緒，他的手搖式攝影風格出現了一種侵擾性。雖然並不像電視紀錄片，不過卻讓觀眾感覺是在跟著包恩並且偷聽他的對話內容。」。
在英國媒體中，片中的衛報記者在滑鐵盧車站遭到暗殺的片段，引起不少評論。其中衛報的記者就曾指出：「對衛報記者而言，來自CIA的子彈威脅是他們全時刻所受危機的一部分。」

### 票房
《神鬼認證：最後通牒》一片在美國開片首週就賺進了6930萬美元，打破了美國影史以來八月開片最佳紀錄。至美國時間12月14日為止，該片在全球也已經賺進了4億470美元。
| 上一届： 《辛普森家庭電影版》 | 2007年全美週末票房冠軍 8月5日                               | 下一届： 《尖峰時刻3：巴黎打通關》 |
| 上一届： 《料理鼠王》         | 2007年台北市週末票房冠軍 8月11日－8月12日、8月18日－8月19日 | 下一届： 《終極殺陣：最後衝刺》    |

### 十大影片
《神鬼認證：最後通牒》一片被多位媒體評選為2007年最佳十大影片之一。

| - 冠軍－《帝國雜誌》 (Empire) - 冠軍－最佳動作/冒險電影 (爛番茄，Rotten Tomatoes) - 冠軍－克里斯多夫·凱利 (Christopher Kelly，《星電報》) - 冠軍－布萊德·布里凡 (Brad Brevet ，Rope of Silicon.com) - 亞軍－彼得·漢默德 (Peter Hammond，《格言雜誌》) - 亞軍－《格言雜誌》 (Maxim Magazine) - 亞軍－克勞狄亞·浦格 (Claudia Puig，《今日美國報》) - 亞軍－史蒂芬·立亞 (Steven Rea，《費城詢問報》) - 亞軍－克雷格·林賽 (Craig D. Lindsey，《羅利新聞觀察家報》) - 亞軍－約書亞·羅素科夫 (Joshua Rothkopf，《紐約暫停雜誌》) - 季軍－美國國家評論協會 (National Board of Review) - 季軍－史考特·曼茲 (Scott Mantz，《走進好萊塢》) - 季軍－彼得·基奧 (Peter Keough，《波士頓鳳凰報》) - 季軍－曼諾拉·達吉斯 (Manohla Dargis，《紐約時報》) - 季軍－詹姆斯·凡奈爾 (James Verniere，《波士頓先驅報》) - 季軍－喬許·泰勒 (Josh Tyler，CinemaBlend.com) - 季軍－MovieFreak.com - 殿軍－理查·詹姆森 (Richard Jameson，《安皇后新聞》) - 殿軍－艾德·辛克斯 (Ed Symkus，《新聞論壇日報》) - 殿軍－克里斯·哈威特 (Chris Hewitt，《聖保羅先鋒報》) - 殿軍－鮑伯·史卓斯 (Bob Strauss，《洛杉磯日報》) - 第五名－葛倫·灰普 (Glenn Whipp，《洛杉磯日報》) - 第五名－鮑伯·隆基諾 (Bob Longino，《亞特蘭大憲報》) - 第五名－詹姆斯·羅啟 (James Rocchi，CBS-5舊金山) - 第五名－克雷格·歐希爾 (Craig Outhier，《橘郡記事報》) - 第五名－尚恩·伯斯 (Sean Burns，《費城週報》) | - 第五名－莎拉·蜜雪兒·費特 (Sara Michelle Fetters，《綜藝雜誌》) - 第五名－維克多·狄亞茲 (Victor Diaz) - 第五名－克里斯·沃格納 (Chris Vognar，《達拉斯晨報》) - 第六名－科克·哈尼克 (Kirk Honeycutt，《好萊塢報導》) - 第六名－安·湯普森 (Anne Thompson，《綜藝雜誌》) - 第六名－馬克·史勒斯基 (Mark Slutsky，《蒙特婁鏡報》) - 第七名－瑞·班奈特 (Ray Bennett，《好萊塢報導》) - 第七名－蘇珊·傑哈德 (Susan Gerhard，SF360) - 第七名－傑·史東 (Jay Stone，《蒙特婁公報》) - 第八名－麥克·菲力普斯 (Michael Phillips，《芝加哥論壇報》) - 第八名－亞當·坎柏納 (Adam Kempenaar，《愛電影·非常電影評論》) - 第八名－凱文·威廉森 (Kevin Williamson，《渥太華太陽報》) - 第九名－利恩·羅德里奎茲 (Rene Rodriguez，《邁阿密先驅報》) - 第九名－奧斯汀記事報 (The Austin Chronicle) - 第九名－史考特·韋恩堡 (Scott Weinberg，Cinematical) - 第九名－蓋瑞·夏瑞 (Gerry Shamray，《克里夫蘭太陽報》) - 第十名－傑佛瑞·威爾斯 (Jeffery Wells，《好萊塢別處》) - 第十名－克莉絲汀·瓊斯 (Kristin M. Jones，《電影評論》) - 第十名－喬治·藍 (George Lang，《奧克拉荷馬人報》) - 第十名－傑佛瑞·瑞斯納 (Jeffrey Ressner，Politico.com) - 第十名－大衛·哈德森 (David Hudson，GreenCine) - 第十名－麥特·席漢 (Matt Sheehan，《莫里斯先驅日報》) - 第十名－克里斯提·列邁爾 (Christy Lemire，《美聯社》) - 前十名 (未排名)－蘇珊·葛蘭傑 (Susan Granger，SSG聯合會) |

## DVD
《神鬼認證：最後通牒》的R1版本美國地區DVD在2007年12月11日於北美以DVD與HD DVD上市。DVD將會以全螢幕以及1.85:1縱橫比寬螢幕方式上市。在DVD與HD DVD的版本當中，將包含許多電影中的刪除片段、語音等，HD DVD的版本當中，則會有HDi的畫中畫影音功能。
環球影業已經宣幕英國區R2版本於2007年12月10日上市，螢幕為橫向壓縮，內容包括12分19秒長的刪除片段－《補捉包恩漏網片段》、《導演隨片解說》，以及5部DVD特別收錄影片，分別為：
- 《特務飆車特訓班》 (3 分 21 秒)
- 《直擊紐約飛車現場》 (10 分 44 秒)
- 《搏鬥美學完美設定》 (4 分 57 秒)
- 《解析屋頂追逐戲》 (5 分 37 秒)
- 《深入幕後關鍵場景》 (23 分 56 秒)

另外還有一個獨立發行的HD DVD版本，命名為《神鬼認證收藏系列》的限量版本，內容包括三部曲的電影以及其中大量的刪除片段，內容包括蘇黎世銀行帳戶當中有著放置傑森·包恩護照以及外國貨幣的機密盒子。
影片以及收藏系列的HD DVD版本中，都是以2:35:1的寬螢幕比例以及1080p像素呈現，提供Dolby TrueHD以及Dolby Digital Plus 5.1的音效選項。
台灣地區由得利影視代理，於2007年12月19日出租發行，並且於隔年1月11日銷售發行。發音包括英語、日語及泰語，字幕包含中文、日文、泰文、英文、印文、粵語及韓文。螢幕比例為2.40:1，同樣為5.1版本的音效格式。另外於2008年1月11日也會發行《神鬼認證套裝版》的全套版本。

## 軼事
- 片中傑森·包恩（麥特·戴蒙飾演）所使用的武術主要是菲律賓武術（Kali-Arnis-Eskrima），這個武術與李小龍的截拳道也有所關聯。戴蒙花了約三個月的時間在武術指導、訓練師傑夫·艾美達以及特技演員戴蒙·凱洛下受訓，艾美達與凱洛都是菲律賓武術的指導老師，兩人並且在南加樂福尼亞開設學校，另外凱洛也是截拳道的指導教練。

## 外部連結
- 官方網站 （页面存档备份，存于）
- 互联网电影数据库（IMDb）上《神鬼認證：最後通牒》的资料（英文）
- 爛番茄上《神鬼認證：最後通牒》的資料（英文）
- Box Office Mojo上《神鬼認證：最後通牒》的資料（英文）
- Metacritic上《神鬼認證：最後通牒》的資料（英文）
- AllMovie上《神鬼認證：最後通牒》的资料（英文）
- Yahoo奇摩電影上《神鬼認證：最後通牒》的資料（繁體中文）
- 開眼電影網上《神鬼認證：最後通牒》的資料（繁體中文）
- 时光网上《神鬼認證：最後通牒》的資料（简体中文）
- 豆瓣电影上《神鬼認證：最後通牒》的資料 （简体中文）